# 学校法人豊昭学園
学校法人豊昭学園（がっこうほうじんほうしょうがくえん、英称:Hosho Gakuen）は、豊島学院高等学校・昭和鉄道高等学校・東京交通短期大学を運営する学校法人。尚、以前は豊島学院高校・昭和鉄道高校は永年にわたり最寄バス停留所である池袋4丁目の
（国際興業）スポンサーになっていた。東武東上線北池袋駅構内のホーム上に看板広告を東京交通短期大学・昭和鉄道高校は設置をしていた。

## 沿革
- 1928年（昭和3年）7月18日 - 東京府知事より昭和鉄道学校設立認可
- 1929年（昭和4年）4月 - 東京市神田三崎町に昭和鉄道学校（夜間・400名）開校
- 1932年（昭和7年）
  - 5月 - 昭和鉄道学校を昭和高等鉄道学校と改称
  - 10月 - 財団法人山下学園、神田商業学校設立認可
- 1933年（昭和8年）4月 - 財団法人山下学園設立、神田商業学校開校
- 1940年（昭和15年）3月 - 昭和高等鉄道学校、神田商業学校を昭和鉄道高等学校、豊島学院高等学校の現在地へ移転。神田商業学校を豊島商業学校と改称
- 1944年（昭和19年）
  - 2月 - 豊島工業学校設置認可
  - 3月 - 財団法人昭鉄学園設立認可。昭和高等鉄道学校を昭和鉄道学校と改称
  - 4月 - 豊島第一中学校設置認可、開校
- 1948年（昭和23年）
  - 3月 - 豊島商業学校と豊島工業学校を合併し、豊島実業高等学校（商業科、機械科、電気科）とする。昭和鉄道学校を昭和鉄道高等学校（運輸科、機関科）とする
  - 9月 - 豊島実業高等学校に普通科設置認可
- 1949年（昭和24年）4月 - 豊島実業高等学校に普通科設置
- 1951年（昭和26年）3月 - 財団法人豊島学園、財団法人昭鉄学園を学校法人豊島学園、学校法人昭鉄学園に組織変更認可
- 1952年（昭和27年）
  - 1月 - 学校法人豊島学園、学校法人昭鉄学園を合併し、学校法人豊昭学園とする
  - 3月 - 東京交通短期大学（運輸科・第二部）設置認可
  - 4月 - 東京交通短期大学（運輸科・第二部）開学。東京交通短期大学顧問に国鉄総裁、交通営団総裁等が就任
- 1965年（昭和40年）月不明 - 東京交通短期大学の新校舎が完成し、移転
- 1970年（昭和45年）3月 - 豊島第一中学校休校
- 1972年（昭和47年）3月 - 豊島実業高等学校、昭和鉄道高等学校の定時制課程を休止
- 1991年（平成3年） - 東京交通短期大学の始業時間を17時から15時40分に変更
- 1992年（平成4年）
  - 4月 - 豊島実業高等学校を豊島学院高等学校に改称
  - 月不明 - 東京交通短期大学の第4敷地に帝都高速度交通営団から丸ノ内線車輛（500形　685号車）が寄贈される
- 1994年（平成6年） - 東京交通短期大学の始業時間を15時40分から14時20分に変更
- 1998年（平成10年）
  - 7月 - 創立70周年
  - 月不明 - 昭和鉄道高等学校の校歌制定
- 1999年（平成11年）4月 - 豊島学院高等学校の普通科を男女共学とする
- 2000年（平成12年）
  - 4月 - 豊島学院高等学校の商業科を男女共学とする
  - 月不明 - 豊島学院高等学校の校舎として新3号館が完成
- 2001年（平成13年）月不明 - 新シミュレータ舘（205系・411系）完成
- 2002年（平成14年）月不明 - 豊島学院高等学校の機械科、電気科の校舎および昭和鉄道高等学校の実習棟としての新7号館が完成。東京交通短期大学の始業時間を14時20分から13時30分に変更。創立50周年記念行事を挙行
- 2003年（平成15年）月不明 - 旧校舎取り壊しのため、機関車一両を三岐鉄道（三重県四日市市）へ譲渡
- 2004年（平成16年）4月 - 昭和鉄道高等学校を男女共学とする
- 2006年（平成18年）
  - 4月 - 昭和鉄道高等学校に鉄道科を設置（運輸科、機関科の生徒募集を停止）。豊島学院高等学校の機械科、電気科を男女共学とする
  - 7月 - 昭和鉄道高等学校が『鉄道のしくみと走らせ方』を出版
- 2008年（平成20年）4月 - 豊島学院高等学校の商業科、機械科、電気科の生徒募集を停止
- 2009年（平成21年）月不明 - 東京交通短期大学の始業時間を13時30分から13時10分に変更。東京交通短期大学の授業時間を1コマ80分から1コマ90分に変更
- 2018年（平成30年）月不明 - 新1号館が完成し、東京交通短期大学が移転。学園創立90周年
- 2022年（令和4年）9月 - 新6号館が完成し、シミュレータ館が移転。